# Palovaara (kulle i Finland, Norra Österbotten)
Palovaara är en kulle i Finland. Den ligger i Utajärvi och landskapet Norra Österbotten, i den centrala delen av landet, 500 km norr om huvudstaden Helsingfors. Toppen på Palovaara är 145 meter över havet.
Terrängen runt Palovaara är platt. Runt Palovaara är det mycket glesbefolkat, med 2 invånare per kvadratkilometer.